# معاملة المثليين في ليختنشتاين
يتمتع الأشخاص من المثليات والمثليين ومزدوجي الميول الجنسية والمتحولين جنسياً (اختصاراً: LGBT) في ليختنشتاين بالعديد من حقوق الأشخاص غير المثليين، ولكن ليس جميعهم. تعتبر المثلية الجنسية قانونية منذ عام 1989. يمكن للشركاء المثليين الوصول إلى الشراكات المسجلة منذ عام 2011، وتم حظر التمييز على أساس الميول الجنسية منذ عام 2005.

## قانونية النشاط الجنسي المثلي
تم تشريع النشاط الجنسي المثلي عام 1989 عبر إزالة المادتين 129 و 130 من القانون الجنائي، إلّا أن السن القانوني لممارسة النشاط الجنسي لم يتساوى حتى عام 2001. وقد تم مراجعة قانون العقوبات في شهر ديسمبر من عام 2000 بهدف إزالة كل أشكال التمييز ضد النشاط الجنسي المثلي الموجودة في القانون ودخل التعديل حيز التتفيذ عام 2001. السن القانونية للنشاط الجنسي هي 14، بغض النظر عن الهوية الجنسية أو جندر الفردً.

## الاعتراف القانوني بالعلاقات المثلية
كان حزب القائمة الحرة (بالألمانية: Freie Liste) وهو أحد الأحزاب الثلاثة في البلاد قد عمل على مباد قانون للشراكة من نفس الجنس. قُبلت المذكرة في البرلمان وتم تمريرها للحكومة لتعطي تصريحاً حولها. يتضمن قانون العقوبات منذ عام 2002 الشركاء المنزليين المثليين في تعريف 'أدنى الأقارب'. تم رفض قانون الشراكة المسجلة من قبل البرلمان في صيف عام 2003. تبنى البرلمان بتاريخ 24 أكتوبر 2007 مقترحا جديدا تقدم به حزب القائمة الحرة بعد تصويت بأغلبية 19 صوت مؤيد للقانون مقابل 6 أصوات ضده. قدمت وزيرة العدل أوريليا فريك مبادرة قانون الشراكة المسجلة في شهر أبريل من عام 2010. وافقت الحكومة على النسخة الأخيرة من القانون في 23 نوفمبر. ووافق البرلمان عليه في 16 ديسمبر 2010 بعد القراءة الأولى. وتم إقراره بعد القراءة الثانية في 16 مارس وجرى نشره في الجريدة الرسمية للبلاد في 21 مارس عام 2011. وكان من المقرر أن يدخل القانون حيز التنفيذ في 1 سبتمبر شريطة أن لا يتم إجراء استفتاء عليه. أعلنت مجموعة تسمى صوت الشعب (بالألمانية: Vox Populi) عن نيتها لفرض إجراء استفتاء. طبقاً لدستور ليختنشتاين كان للمنظمة مهلة 30 يوماً لجمع 1000 توقيع على الأقل.
تم إجراء استفتاء في يومي 17 و 19 من شهر يونيو عام 2011، وافقت فيه نسبة %68.8 من الناخبين على القانون، والذي دخل حيز التنفيذ في 1 سبتمبر 2011.
منذ 1 يناير 2017، سمح للشركاء المثليين المسجلين بأن يكون لديهم «اسم» مشترك مشابه «لاسم العائلة» للأزواج المغايرين.

## التبني وتنظيم الأسرة
أعلن الأمير هانز آدم الثاني في 1 يناير 2016 خلال مقابلته السنوية بمناسبة السنة الجديدة عن معارضته للسماح بتبني المثليين للأطفال. وأضاف بأنه حتى ولو حكمت المحكمة الأوروبية لحقوق الإنسان لصالح تبني المثليين للأطفال في بلاده. ستقوم ليختنشتاين بتجاهل هذا الحكم ببساطة.

## الحماية من التمييز
في 22 شباط/فبراير 2005، وعقب إعادة تنظيم الإدارة، ٱمرت إدارة تكافؤ الفرص (بالألمانية: Stabsstelle für Chancengleichheit) بأن التمييز على التوجه الجنسي في مجال مسؤوليتها.
وينص قانون ليختنشتاين بشأن الإعلام (بالألمانية: Mediengesetz)، الذي صدر في تشرين الأول/أكتوبر 2005، على أن المحتوى الإعلامي سيعتبر غير قانوني إذا كان يحرض أو يدعم التمييز على أساس الأصل العرقي أو الإثني أو الجنس أو الدين أو السن أو الإعاقة أو التوج الجنسي.
ومنذ 1 نيسان/أبريل 2016، وبعد تغيير قانون العقوبات، تم حظر التمييز على أساس التوجه الجنسيي في ليختنشتاين، ويُعاقب عليه بالسجن لمدة سنتين. تنص المادة 283 من قانون العقوبات على ما يلي:
- (بالألمانية: Mit Freiheitsstrafe bis zu zwei Jahren ist zu bestrafen، wer öffentlich gegen eine Person oder eine Gruppe von Personen wegen ihrer Rasse، Sprache، Nationalität، Ethnie، Religion oder Weltanschauung، ihres Geschlechts، ihrer Behinderung، ihres Alters oder ihrer sexuellen Ausrichtung zu Hass oder Diskriminierung aufreizt.)
- (بالعربية: يعاقب أي شخص بالسجن لمدة أقصاها سنتان الذي حرض علنا على الكراهية أو التمييز ضد شخص آخر أو أي مجموعة من الأشخاص على أساس عرقه أو لغته أو جنسيته أو أصله العرقي أو دينه أو فكره أونوعه الاجتماعي أو عجزه أو سنه أو توجهه الجنسي.)
- (بالإنجليزية: Any person shall be punished with imprisonment of up to two years who publicly incites hatred or discrimination against another person or any group of persons on the grounds of their race, language, nationality, ethnic origin, religion or ideology, their gender, disability, age or sexual orientation.)‏

## التبرع بالدم
يحظر على الرجال المثليين وثنائيي التوجه الجنسي التبرع بالدم.

## ظروف الحياة
تعمل منظمة فلاي (بالإنجليزية: FLay)‏ للمثليين والمثليات والتي تأسست منذ عام 1998 على تنظيم عدد من النشاطات الاجتماعية للأشخاص من المثليات والمثليين ومزدوجي التوجه الجنسي والمتحولين جنسياً في المنطقة المثلثية ما بين ليختنشتاين وولاية فورارلبرغ النمساوية ووادي الراين السويسري.
تعتبر الخصوصية وحقوق الأفراد من المميزات الأساسية في المجتمع الليختنشتايني. يعتبر التمييز العلني ضد مجتمع المثليين نادرا جداً وغير معروف تقريباً. على الرغم من سمعة ليختنشتاين كدولة كاثوليكية محافظة، إلا أن الشركاء المثليين والأقليات الجنسية لا يواجهون بشكل عام اختلافات اجتماعية مقارنة بالمغايرين جنسياً ويتم قبولهم في المجتمع. غالبًا ما تقارن البلاد بـ «عائلة ضخمة حيث يعرف الجميع بعضهم بعضاً ويهتم كل أحد منهم بشؤونه الخاصة دون التدخل في شؤون الآخرين». نظرًا لعدد السكان الصغير، لا يوجد أي حانات أو أماكن خاصة بالمثليين.

## ملخص
| قانونية النشاط الجنسي المثلي                                                                       | (منذ 1989)                                          |
| المساواة في السن القانوني للنشاط الجنسي                                                            | (منذ 2001)                                          |
| قوانين مكافحة التمييز في التوظيف                                                                   | (منذ 2016)                                          |
| قوانين مكافحة التمييز في توفير السلع والخدمات                                                      | (منذ 2016)                                          |
| قوانين مكافحة التمييز في جميع المجالات الأخرى (يتضمن ذلك التمييز غير المباشر، خطاب الكراهية...الخ) | (منذ 2016)                                          |
| زواج المثليين                                                                                      | No                                                  |
| الاعتراف القانوني بالعلاقات المثلية                                                                | (منذ 2011)                                          |
| تبني الأشخاص المثليين والمثليات بشكل فردي                                                          | Yes                                                 |
| تبني أحد الشريكين المثليين للطفل البيولوجي للشريك الآخر                                            | No                                                  |
| التبني المشترك من قبل الأزواج المثلية                                                              | No                                                  |
| يسمح للمثليين الخدمة علناً بالجيش                                                                   | ليس لديها قوات مسلحة                                |
| الحق بتغيير الجنس القانوني                                                                         | No                                                  |
| علاج التحويل محظور على القاصرين                                                                    | No                                                  |
| الحصول على أطفال أنابيب للمثليات والأمومة التلقائية للطفل بعد الولادة                              | No                                                  |
| تأجير الأرحام التجاري للأزواج المثليين من الذكور                                                   | (محظور على جميع الأزواج بغض النظر عن التوجه الجنسي) |
| يسمح للرجال الذين مارسوا الجنس الشرجي بالتبرع بالدم                                                | No                                                  |